# Данило (Ірбітс)
Ігумен Даніїл (в миру Андріс Імантовіч Ірбітс, латис. Andris Irbītis; 28 червня 1976, Рига, Латвійська РСР) — священнослужитель Російської православної церкви, ігумен; з 2007 року — намісник єдиного в Берлінської і Німецької єпархії Георгіївського чоловічого монастиря, поет, член Російського союзу письменників (2014), громадський діяч, член Єпархіальної ради Берлінської єпархії, постійний член Комітету з інтеграції при Відомстві федерального канцлера Німеччини.
Пише вірші, прозу. У 2011 році написав текст пісні «Моя надія» (автором музики став композитор Олег Попков) для фіналіста національного конкурсу пісні Євробачення від України — EL Кравчука. Номінант Національної премії Російської Федерації «Поет року — 2011». 16 вересня 2014 року прийнятий у члени Російського союзу письменників (№ 2127).
22 березня 2016 року направив владі лист, в якому висловив побоювання за долю християн у таборах біженців.